# Zərdabi
Zərdabi è un comune dell'Azerbaigian situato nel distretto di Quba. Conta una popolazione di 4.131 abitanti.